# 丁向群
丁向群（1965年6月—），中华人民共和国政治人物，生于江苏省淮安市。中国人民大学货币银行学专业毕业，研究生学历，经济学硕士，高级经济师。现任中国共产党第二十届中央委员、中國人民保險集團股份有限公司黨委書記、董事长。

## 生平
1987年8月参加工作。1999年5月加入中国共产党。1999年7月起，历任中国银行公司业务部业务三处处长、公司业务部副总经理、人力资源部副总经理、党委组织部副部长。2005年7月，调任中国银行浙江省分行任副行长并兼任宁波市分行行长、党委书记。2006年9月，重回总部任中国银行人力资源部总经理、党委组织部部长。2011年9月，转岗中国银行公司金融业务总裁。2013年1月，进入中国太平保险集团公司任副总经理、党委委员。
2015年7月，丁向群转任国家开发银行副行长。2017年7月，广西壮族自治区第十二届人民代表大会常务委员会第三十次会议决定任命丁向群为广西壮族自治区副主席。
2018年9月，中共中央决定丁向群任中共安徽省委委员、常委。
2024年7月，递补为中国共产党第二十届中央委员。同年10月，回到金融行业，出任中国人民保险集团股份有限公司党委书记。
2024年12月，中国人民保险集团股份有限公司党委书记、董事长。